# Daniel Arismendi
Daniel Enrique Arismendi Marchan (ur. 4 lipca 1982 w Cumanie) – wenezuelski piłkarz występujący na pozycji napastnika.

## Kariera klubowa
Arismendi zawodową karierę rozpoczynał w 2003 roku w zespole Mineros Guayana z Primera División Venezolana. Na początku 2004 roku odszedł do UA Maracaibo, także grającego w Primera División Venezolana. W 2004 roku zdobył z nim mistrzostwo fazy Apertura, a w 2005 roku Clausura. W Maracaibo spędził 1,5 roku.
W 2005 roku Arismendi został również graczem innej ekipy Primera División Venezolana, Deportivo ItalMaracaibo. W styczniu 2006 roku odszedł do Carabobo FC, z którym w tym samym roku zajął 3. miejsce w fazie Clausura.
W połowie 2006 roku wrócił do UA Maracaibo. W sezonie 2006/2007 wywalczył z nim wicemistrzostwo Apertura i mistrzostwo Clausura. Na początku 2008 roku Arismendi podpisał kontrakt z meksykańskim Atlante. W Primera División de México zadebiutował 20 stycznia 2008 roku w zremisowanym 2:2 pojedynku z Jaguares. 10 marca 2008 roku w przegranym 2:3 meczu z Cruz Azul strzelił pierwszego gola w Primera División de México. W Atlante spędził pół roku.
W połowie 2008 roku ponownie trafił do UA Maracaibo. Po pół roku spędzonym w tym klubie, odszedł do Deportivo Táchira. Tam występował przez rok, a w 2010 został graczem zespołu Deportivo Anzoátegui. Jego barwy reprezentował do 2012 roku. W kolejnych latach występował w drużynach Deportes Antofagasta, Juan Aurich, Zulia, Carabobo, Deportes Concepción oraz Atlético Venezuela. W 2016 roku zakończył karierę.

## Kariera reprezentacyjna
W reprezentacji Wenezueli Arismendi zadebiutował w 2006 roku. W 2007 roku został powołany do kadry na Copa América. Zagrał na nim w meczach z Peru (2:0) i Urugwajem (1:4). W pojedynku z Peru strzelił także gola. Z tamtego turnieju Wenezuela odpadła w ćwierćfinale.